# Описана сфера

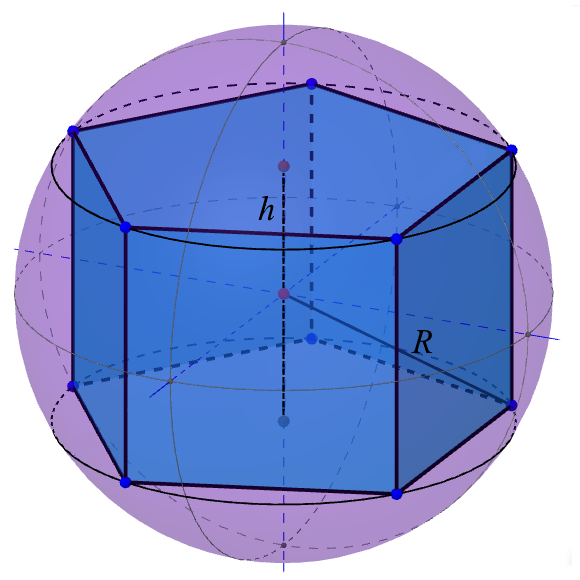
Сфера, описана навколо правильної п'ятикутної призми

Описана сфера навколо багатогранника — сфера, яка містить усередині себе багатогранник, і всі його вершини лежать на сфері.  У двовимірному випадку описана сфера являє собою описане коло.
Багатогранник називають вписаним у сферу, якщо всі його вершини лежать на цій сфері.  :стор.134  :стор.91
Центр вписаного в сферу багатогранника рівновіддалений від всіх його вершин.
Якщо навколо багатогранника описано сферу, то центр сфери є точкою перетину всіх площин, які проходять перпендикулярно до ребер багатогранника через їхні середини.  :стор.134
Справедливе також і обернене твердження: 
| Сферу можна описати навколо багатогранника, у якого всі площини, що перпендикулярні до його ребер і проходять через іх середини, перетинаються в одній точці. |

Навколо багатогранника можна описати сферу, якщо навколо кожної його грані можна описати коло.  :стор.92 . Тобто кожна грань вписаного в сферу багатогранника, є багатокутником, вписаним у коло.
Сферу можна описати навколо всіх правильних багатогранників Платона, всіх напівправильних багатогранників Архімеда, правильних зірчастих багатогранників Кеплера-Пуансо, та однорідних багатогранників (зокрема і всіх правильних призм та антипризм). Існує 25 правильногранних багатогранників Джонсона, навколо яких можна описати сферу (J1- J6, J11, J19, J27, J34, J37 , J62, J63, J72 -  J83)

## Існування
Якщо існує така сфера, вона не обов'язково є найменшою сферою, яка містить багатогранник. Наприклад, тетраедр, утворений вершиною куба і трьома її сусідами, має таку ж описану сферу, що й куб, але даний тетраедр можна помістити в меншу сферу, в якій три сусідні вершини будуть лежати на екваторі. Найменша сфера, що містить даний багатогранник, є описаною сферою для опуклої оболонки підмножини вершин багатогранника.

## Тіла, що вписуються у сферу

### Призма

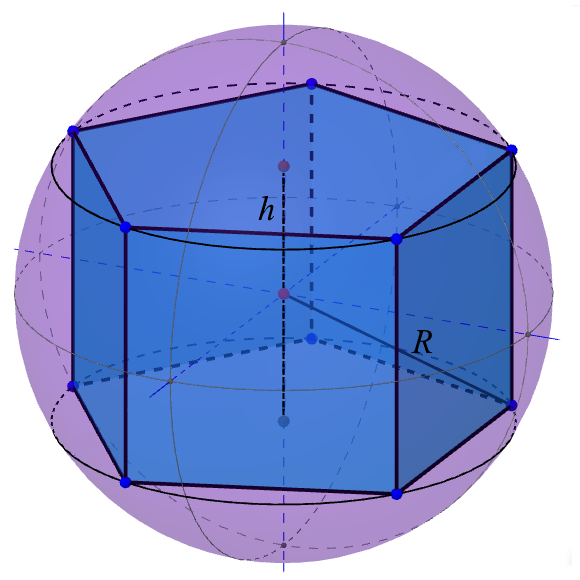
Призма, вписана в сферу

Пряму призму можна вписати у сферу, якщо основою призми є багатокутник, навколо якого можна описати коло.  :стор.135
Центр сфери лежить на середині висоти призми, що сполучає центри кіл, описаних навколо основ призми.
Основи призми є багатокутниками, вписаними в рівні між собою паралельні перерізи сфери.
Сферу можна описати навколо будь-якої трикутної прямої призми, паралелепіпеда (зокрема і куба),   будь-якої правильної призми, а також правильної антипризми (зокрема і правильногранних, однорідних).
Центр кулі, описаної навколо прямокутного паралелепіпеда, лежить в точці перетину діагоналей паралелепіпеда, а кожна діагональ паралелепіпеда є діаметром описаної кулі.  :стор.115
Радіус описаної навколо прямої призми сфери  :стор.115 :  {\displaystyle R={\sqrt {\left({\frac {H}{2}}\right)^{2}+r^{2}}}}
де Н — висота призми;
r — радіус кола, описаного навколо основи.

Навколо будь-якої похилої призми сферу описати неможливо.

### Піраміда
Піраміду можна вписати у сферу, якщо основою піраміди є багатокутник, навколо якого можна описати коло.  :стор.136  :стор.93, задача 2
Сферу можна описати навколо будь-якого тетраедра, а також будь-якої піраміди, в основі якої — правильний багатокутник.
Центр сфери, описаної навколо довільної піраміди, лежить на перпендикулярі до площини основи, який проходить через центр кола, описаного навколо основи, в точці перетину цієї прямої з площиною, яка перпендикулярна до бічного ребра і проходить через його середину.  :стор.57, таблиця 58
Центр сфери, описаної навколо піраміди, у якої основою висоти є центр описаного навколо основи кола (зокрема і прямої правильної піраміди;  в її основі — правильний багатокутник, вершина проектується в центр основи), лежить на прямій, що містить висоту піраміди, в точці перетину цієї прямої з серединним перпендикуляром до бічного ребра. При цьому центр сфери може лежати або всередині піраміди, або за її межами.  :стор.57, таблиця 58
Центр сфери, описаної навколо прямої правильної піраміди, збігається із центром кола, описаного навколо рівнобедреного трикутника, бічною стороною якого є бічне ребро піраміди, а висотою — висота піраміди. Радіус сфери дорівнює радіусу цього кола.
Радіус сфери, описаної навколо прямої правильної піраміди:   :стор.136, задача 6.
{\displaystyle R={\frac {r^{2}+H^{2}}{2H}}}
де Н — висота піраміди
r — радіус кола, описаного навколо основи.
Радіус сфери, описаної навколо прямої правильної n-кутної піраміди: {\displaystyle R={\frac {H}{2}}+{\frac {a^{2}}{8H\cdot \sin ^{2}\left({\frac {\pi }{n}}\right)}}}
де Н — висота піраміди
a — довжина сторони багатокутника основи.

### Циліндр

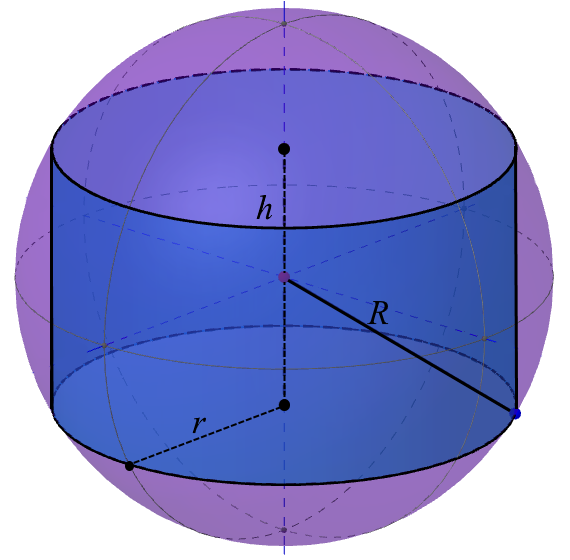
Прямий круговий циліндр, вписаний у сферу.

Сферу називають описаною навколо прямого кругового циліндра, якщо кола основ циліндра лежать на сфері.   :стор.105
При цьому циліндр називають вписаним у сферу.   :стор.140
Навколо будь-якого прямого кругового циліндра можна описати сферу. Її центр лежить в середині відрізка, що сполучає центри основ циліндра.
Радіус описаної сфери дорівнює радіусу кола, описаного навколо осьового перерізу циліндра.
Радіус описаної навколо прямого кругового циліндра сфери  :стор.120 :  {\displaystyle R={\sqrt {\left({\frac {H}{2}}\right)^{2}+r^{2}}}}
де Н — висота циліндра;
r — радіус кола основи.
Похилий циліндр неможливо вписати у сферу.

### Конус
Сферу називають описаною навколо кругового конуса, якщо коло основи конуса а також вершина конуса лежать на цій сфері.    :стор.105
При цьому конус називають вписаним у сферу.   :стор.141
Навколо будь-якого кругового конуса (прямого та похилого) можна описати сферу.
Центр сфери, описаної навколо кругового конуса, лежить на перпендикулярі до площини основи, який проходить через центр кола основи.
Центр сфери, описаної навколо прямого кругового конуса (в основі конуса — круг, а вершина конуса проектується в центр основи), лежить на прямій, що містить висоту конуса. 
Центр сфери, описаної навколо прямого кругового конуса збігається з центром кола, описаного навколо осьового перерізу конуса, а радіус сфери дорівнює радіусу цього кола. 
Радіус сфери, описаної навколо прямого кругового конуса  :стор.120 :
{\displaystyle R={\frac {r^{2}+H^{2}}{2H}}}
де Н — висота конуса;
r — радіус кола основи.
Центр описаної навколо конуса сфери може лежати всередині конуса, або за його межами.

### Зрізаний конус
Прямий круговий зрізаний конус називають вписаним у сферу , якщо кола основ належать сфері. При цьому сферу називають описаною навколо зрізаного конуса.
Навколо будь-якого прямого кругового зрізаного конуса можна описати сферу. Її центр належить осі зрізаного конуса, а радіус дорівнює радіусу кола, описаного навколо осьового перерізу зрізаного конуса.

## Пов'язані поняття
Описана сфера є тривимірним аналогом описаного кола. 

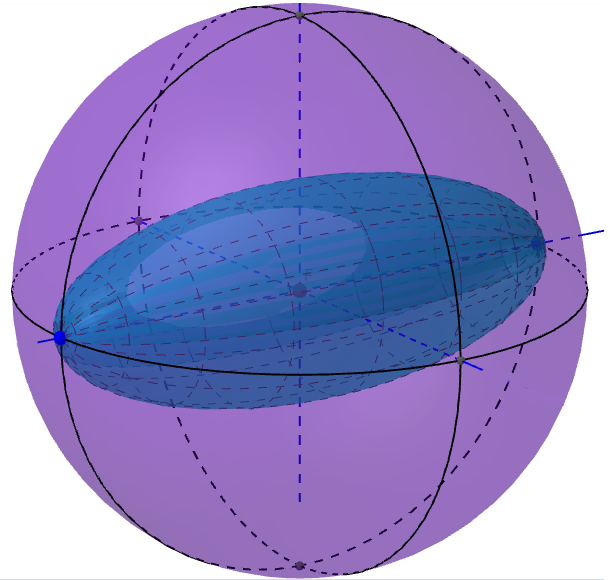
Еліпсоїд обертання та його найменша обмежувальна сфера.

Описана сфера (за її наявності) є прикладом обмежувальної сфери. Для будь-якого багатогранника (зокрема і для тих, в яких не всі вершини належать одній сфері) можна визначити найменшу обмежувальну сферу.
Тобто найменша обмежуваньна сфера для будь-якого замкнутого тіла — це сфера найменшого діаметра, в яку можна повністю помістити дане тіло.
Діаметр найменшої обмежувальної сфери дорівнює діаметру даного тіла — найбільшій відстані між двома точками цього тіла.
Обмежувальна сфера узагалюнює поняття описаної сфери. 
Наприклад, видовжений еліпсоїд обертання має зі сфоєю обмежувальною сферою дві спільні точки, і її діаметр дорівнює великій осі еліпса, що утворює поверхню обертання. Сплюснутий еліпсоїд обертання має зі своєю обмежувальною сферою спільне коло.
Серед інших сфер, що визначаються для деяких багатогранників, можна відзначити серединну сферу, що дотикається до всіх ребер багатогранника, і вписану сферу, що дотикається до всіх граней багатогранника. Для правильних багатогранників всі три сфери існують і є концентричними.